# Hellmut Arnold (General)
Hellmut Arnold (* 26. September 1921 in Oberlichtenau) ist ein ehemaliger Generalleutnant der Nationalen Volksarmee der Deutschen Demokratischen Republik.

## Militärische Laufbahn
Als Sohn eines Einzelhändlers erlernte Arnold nach seinem achtklässigen Schulbesuch von 1936 bis 1940 den Beruf eines Bäckers. Anschließend wurde er zum Reichsarbeitsdienst eingezogen, den er 1941 verließ, um sodann in der Wehrmacht als Koch tätig zu sein. Bei Kriegsende hatte er den Rang eines Obergefreiten inne.
Nach kurzzeitiger britischer Internierung arbeitete Arnold bis 1946 als Bäcker. In diesem Jahr trat er auch der SED bei. Am 1. Mai 1946 trat er in die Deutsche Volkspolizei ein und fand dort zunächst bis 1949 Verwendung bei der Schutzpolizei in den Volkspolizei-Kreisämtern Rochlitz und Großenhain. Von 1949 bis 1950 absolvierte Arnold einen Sonderlehrgang in der UdSSR. Nach seiner Rückkehr in die DDR wurde er zunächst bis 1952 als Stabschef der Volkspolizei-Bereitschaft Leipzig I eingesetzt. Diese Bereitschaft war eine Infanterie-Bereitschaft (Kategorie A) der Hauptverwaltung Ausbildung des Ministeriums des Inneren. Mit Gründung der Kasernierten Volkspolizei (KVP) 1952 wurde Arnold im Range eines Oberstleutnants als Stabschef zur Territorialverwaltung Kochstedt bei Dessau versetzt, später nach Schwerin. Dem folgte von 1953 bis 1954 die Funktion des Stabschefs der KVP-Bereitschaft in Erfurt. Am 1. September 1954 wurde Arnold, nunmehr Oberst, zum Stabschef der mittlerweile neu aufgestellten Territorialverwaltung Süd der KVP ernannt.
Auch nach der Umwandlung der KVP in die NVA behielt Arnold seine Dienststellung nebst Dienstgrad inne. Aus der Territorialverwaltung Süd war nunmehr der Militärbezirk III der NVA entstanden, so dass Arnold nun Stellvertreter des Chefs und Chef des Stabes des Militärbezirks III mit Sitz in Leipzig war. Zum 1. August 1961 wurde Arnold dann von Oberst Fritz Streletz abgelöst um anschließend bis 1963 an der Generalstabsakademie der UdSSR zu studieren. Nach seiner Rückkehr in die DDR war er bis zu seiner Entlassung aus dem aktiven Wehrdienst am 31. Januar 1982 Stellvertretender Chef des Hauptstabes für Organisation im Ministerium für Nationale Verteidigung (MfNV). Am 4. Oktober 1966 wurde er zum Generalmajor ernannt und am 1. März 1974 zum Generalleutnant befördert.

## Auszeichnungen
- 1960 Vaterländischer Verdienstorden in Bronze
- 1976 Vaterländischer Verdienstorden in Silber
- 1979 Ehrentitel Verdienter Angehöriger der Nationalen Volksarmee
- 1981 Ehrenspange zur Ernst-Schneller-Medaille in Gold
- 1981 Vaterländischer Verdienstorden in Gold[1]